# Wodogrzmoty Mickiewicza
Die Wodogrzmoty Mickiewicza (dt. Mickiewicz-Wasserdonner) ist ein ca. 10 Meter hoher Wasserfall in der polnischen Hohen Tatra bei Bukowina Tatrzańska. Das Wasser der Roztoka fällt vom Tal Dolina Roztoki über zwei Kaskaden in das Tal Dolina Białki.

## Name
Der Name leitet sich vom polnischen Literaten Adam Mickiewicz ab, nach dem er bereits im 19. Jahrhundert benannt wurde.

## Flora und Fauna
Der Wasserfall ist unter der Baumgrenze gelegen.

## Tourismus
Der Wasserfall ist über einen grünen und zwei rote Wanderwege zugängig. In der Nähe des Wasserfalls befindet sich die Berghütte Schronisko PTTK w Dolinie Roztoki.